# Elecciones presidenciales de Estados Unidos de 1852
Las elecciones presidenciales de Estados Unidos de 1852 fue la decimoséptima elección presidencial cuadrienal, celebrada el martes 2 de noviembre de 1852. El demócrata Franklin Pierce, un exsenador de New Hampshire, derrotó al general Winfield Scott, el candidato whig. Esta fue la última elección en la que participaron los Whigs.
El presidente whig actual Millard Fillmore había accedido a la presidencia después de la muerte del presidente Zachary Taylor en 1850. Debido al apoyo de Fillmore al Compromiso de 1850 y su aplicación de la Ley de Esclavos Fugitivos, fue popular en el Sur pero contaba con la oposición por parte de muchos Whigs del Norte. En la 53.ª votación de la Convención Nacional Whig de 1852, Scott derrotó a Fillmore para asegurar la nominación del partido. Los demócratas se dividieron entre cuatro candidatos principales,que intercambió oportunidades a través de las primeras 48 boletas de la Convención Nacional Demócrata de 1852. En la votación 49, se impuso el candidato relativamente desconocido Franklin Pierce, quien ganó la nominación de su partido. Free Soil Party, un tercero que se opone a la extensión de la esclavitud en los territorios, nominó al Senador John P. Hale de New Hampshire.
Sin grandes diferencias de políticas entre los dos candidatos principales, la elección se convirtió en un concurso de personalidades. Aunque Scott había sido el mejor general estadounidense en la Intervención estadounidense en México y había tenido una carrera militar larga y distinguida, Pierce también había servido en la misma guerra. Los whigs estaban divididos entre sus alas norteñas y meridionales, y la reputación anti esclavitud de Scott dañó aún más su campaña en el sur. Un grupo de Whigs sureños y un grupo separado de Demócratas del Sur nominaron sus propios boletas, pero ambos esfuerzos no lograron atraer apoyo.
Pierce y su compañero de fórmula William R. King ganaron por una cómoda mayoría en el voto popular y se llevaron 27 de los 31 estados. Scott ganó el 43.9% del voto popular, mientras que Hale ganó el 4.9%. Pierce ganó la mayor porción del voto electoral desde las elecciones presidenciales de Estados Unidos de 1820 de James Monroe. A raíz de esta abrumadora derrota, el Partido Whig se derrumbó rápidamente como una fuerza política nacional, ya que las tensiones internas con respecto al tema de la esclavitud provocaron el abandono masivo del partido. Ningún candidato presidencial del Partido Demócrata volvería a ganar una mayoría en el voto popular y electoral hasta las elecciones de 1932.
- Datos: Q698802
- Multimedia: United States presidential election, 1852 / Q698802